# 阮有幸
阮有幸（發音：[ŋwiəŋ˨˩˦ hɨw˨˩˦ han˨˩˨]；1926年7月10日—2019年9月29日），越南共和國軍事人物，最終軍銜為陸軍准將。

## 生平
1924年，阮有幸出生于越南南部的前江省美萩市，1945年毕业于美萩法文学校，获秀才文凭。1946年在头顿南越地方武备学堂学习，同年底毕业，获准尉军衔，任步兵排长。1950年，军衔先后升少尉、中尉，1951年底，任连长。
1952年军衔升为大尉，任西贡军分区参谋长。1954年，任越南别动营第30营营长，1955年军衔先后升少校、中校。1958年8月，阮有幸被派到美国堪萨斯州莱文沃思堡军校高级参谋指挥班学习42个星期，1960年，任首都军区参谋长。1963年，军衔升为大校，到西南部黃文高任司令的第四军任参谋长。
在1963年推翻吳廷琰的政變中，阮有幸協助阮有固奪取第七步兵師的指揮權，並成功使第四軍指揮官黃文高按兵不動，最終政變獲得成功。
1967年，成為第21步兵師的副司令，阮文明少將為司令。1968年，任第44别区司令。1969年，军衔升至准将，任第四軍副司令，阮文明任司令。1970年，任第2军副司令。1972年任第二軍司令。1973年任第一軍的軍團正清查。
1974年，阮文紹總統以他服役超過二十年為由，勒令他退役。這是為了清除楊文明的勢力。
1975年4月28日，楊文明接任總統後，阮有幸擔任總參謀長阮福永祿的助理。4月30日，在西貢淪陷前夕，他說服楊文明總統放棄抵抗向北越投降。他和阮有固也是最後兩位陪伴在總統身旁的將軍。
鑒於他在解放西贡中的功劳，他沒有被共產黨進行思想改造，後來成為越南祖國陣線中央委員會委員，直至退休。後生活在胡志明市的新富郡。2010年，86岁的阮有幸与53岁陈氏协（Trần Thị Hiệp）登记结婚。2015年搬到家鄉美湫。

## 去世
2019年9月29日上午，阮有幸在胡志明市统一医院去世，享年95岁。9月30日，越南祖國陣線中央为阮有幸举行了隆重的葬礼，越共派前国家主席、前政治局委员张晋创前往吊唁，越南媒体称阮有幸为“仁士”。
阮有幸的事迹被越南文学家阮陈铁写成了一本叫《一员准将》（Viên chuẩn tướng）的书。